# Monarque d'Ua Pou
Pomarea mira
Espèce
Synonymes
- Pomarea mendozae mira[1]

Statut de conservation UICN

 CR D : 
En danger critique
Le Monarque d'Ua Pou (Pomarea mira) est une espèce de passereaux de la famille des Monarchidae qui se trouve uniquement sur l'île d'Ua Pou dans les Marquises, en Polynésie française. C'est une espèce en danger critique d'extinction voire peut-être éteinte.

## Habitat

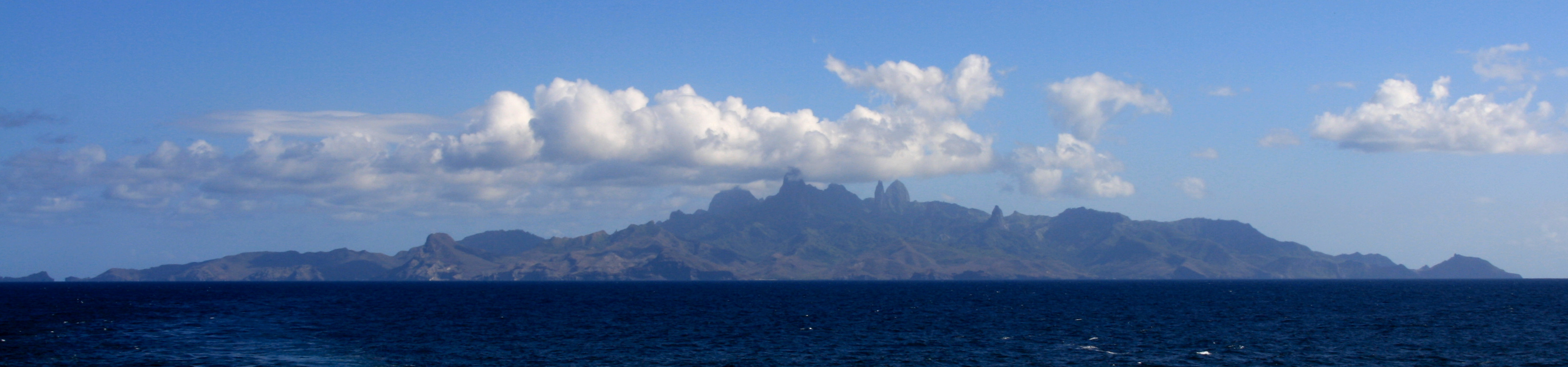
Vue d'ensemble de l'île d'Ua Pou.

Le Monarque d'Ua Pou est connu uniquement sur l'île d'Ua Pou dans les Marquises, située dans l'océan Pacifique. Cette espèce principalement insectivore se trouvait dans les vallées boisées à haute altitude et dans les forêts dégradées à toutes les altitudes (probablement à l'origine préférant les forêts des basses terres qui sont maintenant détruites).

## Statut
Il a été signalé pour la dernière fois en 1985 malgré des recherches dans les années 90. Il est reconnu en tant qu'espèce éteinte (EX) en 2006. La perte et la dégradation de l'habitat, dues au surpâturage et aux incendies, ainsi que la prédation par les mammifères introduits comme le rat noir peuvent avoir conduit l'espèce à l'extinction. Cependant, un récent signalement non confirmé d'un mâle adulte observé sur Ua Pou en 2010 a fait naître l'espoir que l'espèce puisse exister et son statut a donc été changé en en danger critique d'extinction (CR) en 2012 (peut-être éteint). De nouvelles recherches ont eu lieu en juin 2013 mais n'ont pas permis de localiser l'espèce,.